# Morio Shigematsu
Morio Shigematsu (Japans: 重松 森雄 Shigematsu Morio; 21 juni 1940) is een voormalige Japanse langeafstandsloper, die gespecialiseerd was in de marathon. Hij had twee jaar lang het wereldrecord in handen op deze discipline.
In 1962 debuteerde hij op de marathon bij de marathon van Fukuoka. Met een tijd van 2:22.23 eindigde hij als 15e overall. Het jaar erop won hij de marathon van Nobeoka en werd hij tweede bij de marathon van Tokio.
Op 12 juni 1965 verbeterde hij het wereldrecord bij de Polytechnic Marathon tot 2:12.00. Twee maanden hiervoor had hij het parcoursrecord verbeterd bij de Boston Marathon tot 2:16.33. Het wereldrecord hield tot 3 december 1967 stand toen het door de Australiër Derek Clayton werd verbeterd tot 2:09.37.
Na zijn sportieve loopbaan ging hij werken als trainer.

## Palmares

### 10.000 m
- 1965:  Mount SAC Relays in Walnut - 31.00,6

### 10 Eng. mijl
- 1959:  Fukuoka Prefecture kamp. - onbekend

### 20 km
- 1960:  Japanese Spelen in Kumamoto - 1:04.22

### 30 km
- 1961:  Kumanichi - 1:36.29
- 1962:  Seibu - 1:37.30
- 1963: 4e Kumanichi - 1:36.08,2
- 1968:  Kumanichi - 1:32.49,2

### marathon
- 1962: 15e marathon van Fukuoka - 2:22.23
- 1963:  marathon van Nobeoka - 2:20.56,6
- 1963:  marathon van Tokio (Mainichi) - 2:22.05,2
- 1964: 6e marathon van Beppu Mainichi - 2:21.34,2
- 1964: 5e marathon van Tokio (Mainichi) - 2:20.32,2
- 1964: 5e marathon van Fukuoka - 2:17.56,8
- 1965: 4e marathon van Beppu Mainichi - 2:16.15
- 1965:  marathon van Boston - 2:16.33
- 1965:  Polytechnic Marathon (Chiswick) - 2:12.00 (WR)
- 1966: 9e marathon van Beppu Mainichi - 2:16.16
- 1966:  marathon van Sapporo - 2:30.06,2
- 1966:  marathon van Bangkok - 2:35.04,2
- 1967: 19e marathon van Fukuoka - 2:20.54
- 1968: 10e marathon van Beppu Mainichi - 2:17.46
- 1968: 4e marathon van Otsu - 2:17.15
- 1968:  marathon van Sapporo - 2:24.27,0
- 1969: 9e marathon van Beppu Mainichi - 2:21.01,4
- 1969:  marathon van Naha - 2:30.12
- 1969:  marathon van Sapporo - 2:24.42,2
- 1970:  marathon van Sapporo - 2:23.11,0
- 1971: 6e marathon van Sapporo - 2:26.29,8
- 1971: 34e marathon van Fukuoka - 2:32.36